# رادرماشرا
رادرماشرا (نام علمی: Radermachera) نام یک سرده از خانواده پیچ‌اناریان است.